# MELFI

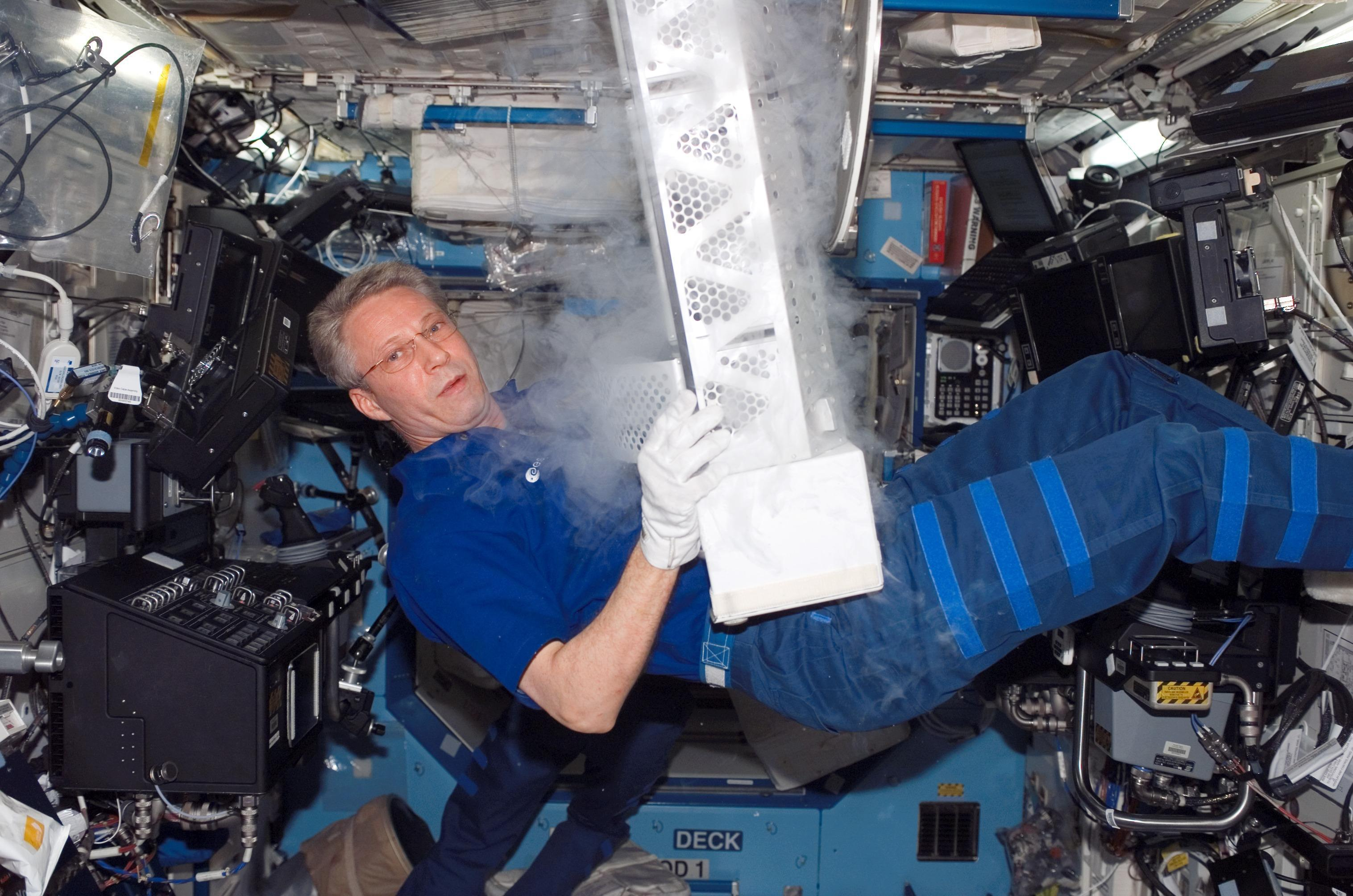
Thomas Reiter arbeitet während der STS-116 Mission mit den Passive Observatories for Experimental Microbial Systems in Micro-G (POEMS) in dem Minus Eighty Degree Laboratory Freezer for ISS (MELFI) des Destiny-Moduls

MELFI, Minus Eighty-Degree Laboratory Freezer For ISS (dt.: Minus Achtzig-Grad Labor Tiefkühler für die ISS) ist eine Geräteeinheit zum Einfrieren wissenschaftlicher Experimente auf der Internationalen Raumstation.

## Beschreibung
Die MELFI-Kühlgeräte, die von der ESA hergestellt und von der NASA an Bord der ISS betrieben werden, dienen zur Lagerung biologischer Experimente und Proben, wie zum Beispiel Blut, Speichel, Urin, Mikroorganismen oder Pflanzen.
Obwohl das System für die Kühlung im Bereich von +10 °C bis −99 °C geeignet ist, wird es meist für −95 °C, −35 °C oder +2 °C eingesetzt. Eine MELFI-Einheit wiegt 730 kg und wurde für eine Lebensdauer von 10 Jahren entwickelt.

## Funktionsweise

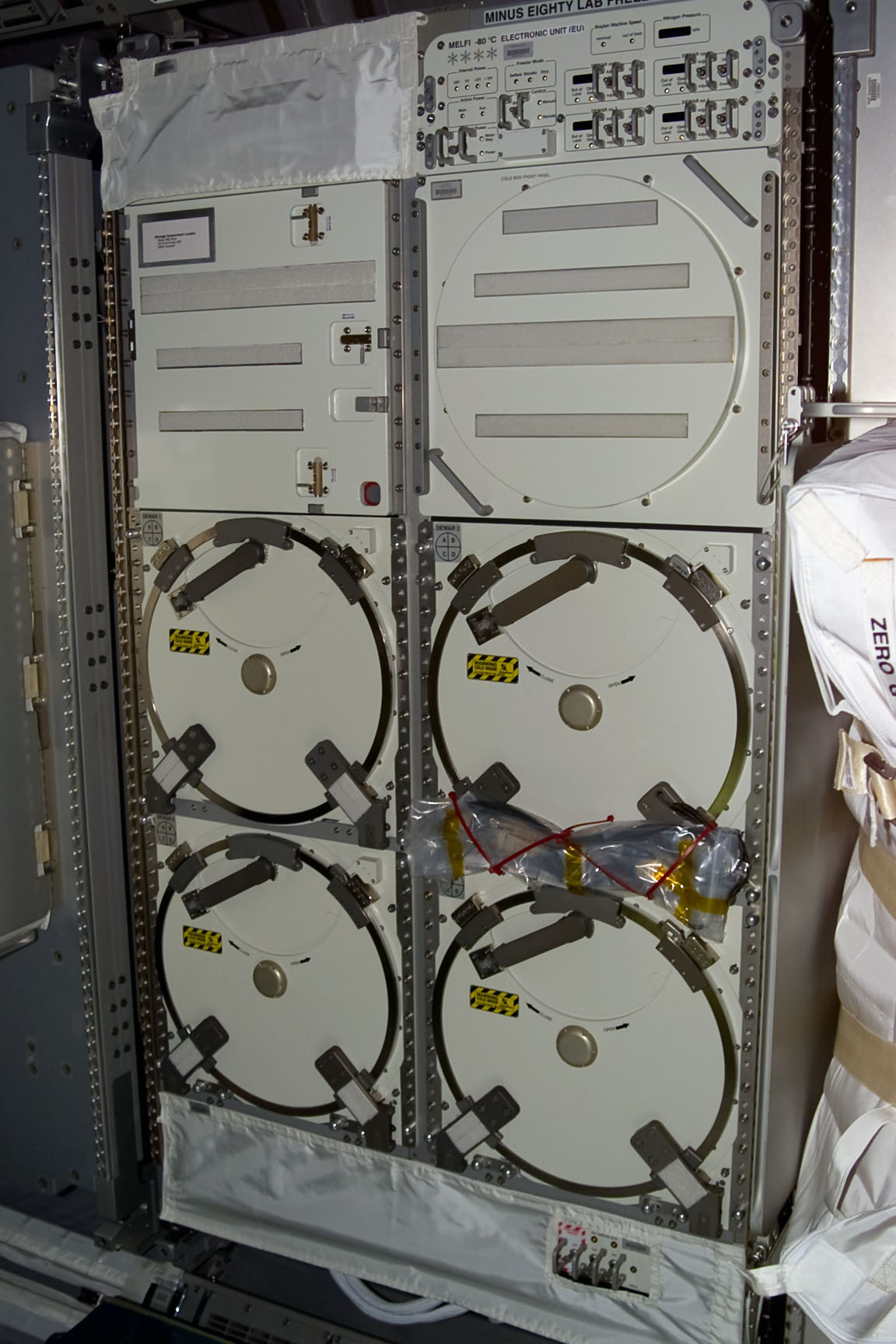
MELFI vor dem Start zur ISS

Das Kühlsystem von MELFI basiert auf einem linkslaufenden Brayton-Kreisprozess mit Stickstoff als Arbeitsflüssigkeit.
Die Brayton-Maschine nutzt ein Kompressionsrad und ein Expansionsrad, die durch ein hydrodynamisches Gleitlager, befüllt mit Gas, befestigt sind. Die Brayton-Maschine dreht sich je nach Bedarf bei bis zu 96.000/min. Nachdem der Stickstoff in der Brayton-Maschine gekühlt wurde, wird er in jede der vier individuell ansteuerbaren und voneinander thermisch isolierten Kammern des MELFI verteilt. In jeder Kammer endet die Stickstoffleitung an einem Kühlfinger, der die Kammer kühlt. Die Menge des Stickstoffs wird durch ein Ventil im Kühlfinger reguliert. Vier Verteiler an den Kühlfingern verteilen die Kälte in der Kammer. Das System ist ein geschlossener Kreislauf, sodass der Stickstoff nie in Kontakt mit den Proben im Inneren des MELFI kommt. Jede der vier Kammern kann einzeln herausgenommen werden, ohne dabei den Kühlkreislauf der anderen zu stören.
Das System wurde aufgrund seiner hohen Effizienz, der gewünschten Betriebstemperaturen und der geringen Anfälligkeit für Störungen in Mikrogravitation ausgewählt.

## Geschichte
Die erste MELFI-Einheit wurde 2006 an Bord der Mission STS-121 des Space Shuttle zur ISS geliefert und im Destiny Modul eingebaut.
Die dritte und letzte Einheit wurde bei der STS-131-Mission mit dem Space Shuttle „Discovery“ im Jahr 2010 zur ISS gebracht.

## Weitere gekühlte Lagerbereiche der ISS
- MERLIN (+48 °C bis −20 °C)
- GLACIER (+4 °C bis −160 °C)
- Polar (Research Refrigerator For ISS) (+4 °C bis −95 °C)